# 46686 Anitasohus
46686 Anitasohus este o planetă minoră (asteroid) din centura de asteroizi. A fost descoperită pe 10 ianuarie 1997 la Haleakalā Observatory⁠(d) de Near Earth Asteroid Tracking. 
Obiectul prezintă o orbită caracterizată de o semiaxă mare de 2,2061807096524 UAi, o excentricitate de 0,16, o înclinație de 5 ° în raport cu ecliptica.